# Le Grizzly (roman)
 (décembre 2014).
Si vous disposez d'ouvrages ou d'articles de référence ou si vous connaissez des sites web de qualité traitant du thème abordé ici, merci de compléter l'article en donnant les références utiles à sa vérifiabilité et en les liant à la section « Notes et références ».
Pour les articles homonymes, voir Grizzly (homonymie).
Le Grizzly (titre original : Grizzly King) est un roman de l'écrivain américain James Oliver Curwood publié aux États-Unis en 1916. Il relate une histoire d'amitié entre un grizzly et un ourson orphelin, perturbée par la chasse des hommes.

## Résumé
En cette fin de printemps, Tyr un grand Grizzly, est en quête de nourriture. Ayant un très bon odorat comme tous les ours, il sent tout à coup une odeur inconnue mais ne voyant rien, poursuit sa recherche. Le fumet provient en réalité de deux hommes, Jim et Bruce, qui depuis plus d'un mois chassent le gros gibier. Ils aperçoivent le grizzly a l'aide de leur jumelle. Jim, n'ayant jamais vu d'aussi grand grizzly, décide de le tuer. Il escalade la pente abrupte qui le sépare de l'animal, alors que celui-ci, rencontrant pour la première fois un homme, se met à s'enfuir. Blessé malgré tout par les coups de fusil, l'ours court péniblement vers l'autre versant de la montagne.
Le lendemain, après l'apaisement de ses blessures, Tyr rencontre Muskwa, un ourson de trois mois orphelin et suppliant. Le grizzly, tout d'abord indifférent, accepte finalement qu'il le suive. Pendant ce temps, Jim et Bruce n'abandonnent pas leur chasse et attendent du renfort : leur ami Metoosin doit arriver avec des chiens.
Le grizzly, se rétablissant, marche sans arrêt afin de prendre de l'avance sur ses poursuivants. Muskwa le suit mais avec difficulté. Pour assouvir sa faim, Tyr tue un caribou. Le ventre plein, il dissimule les restes de la viande. Le jour suivant, revenant sur le lieu de sa cachette, il trouve un énorme ours en train de piller ses réserves. Il parvient à le tuer grâce à Muskwa qui lui a immobilisé une patte ; l'ourson a fait ses preuves.
Toujours poursuivis par les chasseurs, les deux ours grimpent sur la montagne. Entendant des aboiements, Tyr cache son jeune ami derrière une roche. Celui-ci, imprudent, glisse dans une fissure derrière lui. Le grizzly, quant à lui, se met en embuscade près d'un étroit passage et tue quatre chiens. Il est temps pour lui de s'éloigner avant que d'autres n'arrivent. Il va chercher Muskwa mais ne le voyant pas, il se dirige vers le haut de la montagne. L'ourson n'entendant plus rien, sort de sa crevasse et se fait capturer par Bruce qui se trouve non loin de là. Ils l’emmènent au camp et l'attachent à un arbre. Jim a perdu beaucoup de chiens et ne pense plus qu'à tuer le grizzly coûte que coûte. Souffrant d'une entorse, il doit pourtant laisser ses amis poursuivre la chasse sans lui, pendant qu'il essaie d'apprivoiser Muskwa.
Quelques jours plus tard, Jim décide de se promener seul mais il tombe et casse son fusil. Tyr apparaît alors et le fait reculer vers une crevasse ; un coup de patte et le chasseur est mort. Voyant son ennemi inoffensif, le grizzly s'en va, laissant l'homme complètement pétrifié et bien décidé à abandonner la chasse. Sur le chemin du retour, il entend des aboiements : ce sont ses chiens qui ont retrouvé la trace de Tyr. Ayant pu récupérer un autre fusil, il doit tirer sur ses propres bêtes pour permettre à son ancien ennemi de fuir.
Les trois chasseurs n'ont plus rien à faire là : ils libèrent Muskwa qui quelques jours plus tard retrouve son grand ami, Tyr.

## Analyse
L'histoire se déroule dans le nord du Canada, dans les montagnes des Rocheuses, à la fin du XIXe siècle. Le roman effectue fréquemment des changements de point de vue entre celui des animaux et celui des hommes. L'auteur y montre sa passion pour la nature et plus particulièrement pour le Grand Nord américain, en voulant transmettre un message : préserver le Grand Nord, c'est préserver l'Humanité. Cette région est une réserve d'eau pure et d'eau douce des banquises.

## Personnages
- Thor (Tyr dans la première édition française) : un gigantesque grizzly de 800 kg et d'une terrible force : il règne tel un monarque sur une région reculée de l'Ouest canadien. Il ne se bat que pour se nourrir et défendre son territoire, composé de deux vallées et des montagnes environnantes. Il recueille un ourson, Muskwa. Il surmontera la peur des hommes et donnera une leçon de vie à Jim.
- Muskwa : un ourson orphelin de trois mois. Il est recueilli par Thor et devient vite son ami. Il suit partout le grizzly, parfois avec bien du mal. Capturé par les hommes, il s'apprivoise très vite.
- Jim Langdon : le dirigeant de l'expédition de la chasse au gros gibier. Il se promet de tuer Thor qui lui fait perdre presque tous ses chiens. Pourtant, il découvrira que l'ours a dans le cœur plus de grandeur qu'un Homme. Cela lui permettra de résister à ses pulsions de chasse.
- Bruce : le guide et grand ami de Jim. Il va souvent dans le Grand Nord et est un très bon chasseur.
- Metoosin : l'Indien qui accompagne souvent Jim et Bruce. Il connait bien la région où se trouve Thor et emmène avec lui les chiens qu'il a élevés avec ses amis. Lorsque Jim décidera de retourner chez lui sans avoir tué Thor, il se promet de ne plus jamais chasser avec lui.

## Adaptations françaises
Il existe trois adaptations de ce roman en français : l’édition  Hachette propose une traduction de Midship (Jean d'Agraives)  avec ajout de titres aux vingt et un chapitres. L'édition Gallimard, traduite par Noël Chassériau, semble plus respectueuse du texte original. Elle comporte vingt chapitres non titrés.
Une version simplifiée à destination des très jeunes lecteurs, signée de Patrice Cartier, est parue en octobre 2016 chez SEDRAP Jeunesse sous le titre Le Grizzli.
En 2021, les éditions Gallmeister publient, en collection « Totem », une nouvelle traduction, élaborée par François Happe, sous le titre Grizzly.

## Adaptation au cinéma
- 1988 : L′Ours, film français de Jean-Jacques Annaud